# Van Delden-Gruppe
Die van Delden-Gruppe war ein Textilunternehmen mit Sitz in Gronau in Westfalen. Das Unternehmen wurde als „Gerrit van Delden & Co“ im Jahr 1875 in Gronau gegründet. Mitte der 1970er Jahre zählte die Gruppe mit rund 7000 Mitarbeitern zu den größten Textilunternehmen Europas. Infolge der allgemeinen Krise in der deutschen Textilwirtschaft musste das Unternehmen im Jahr 1982 Insolvenz anmelden und wurde abgewickelt.

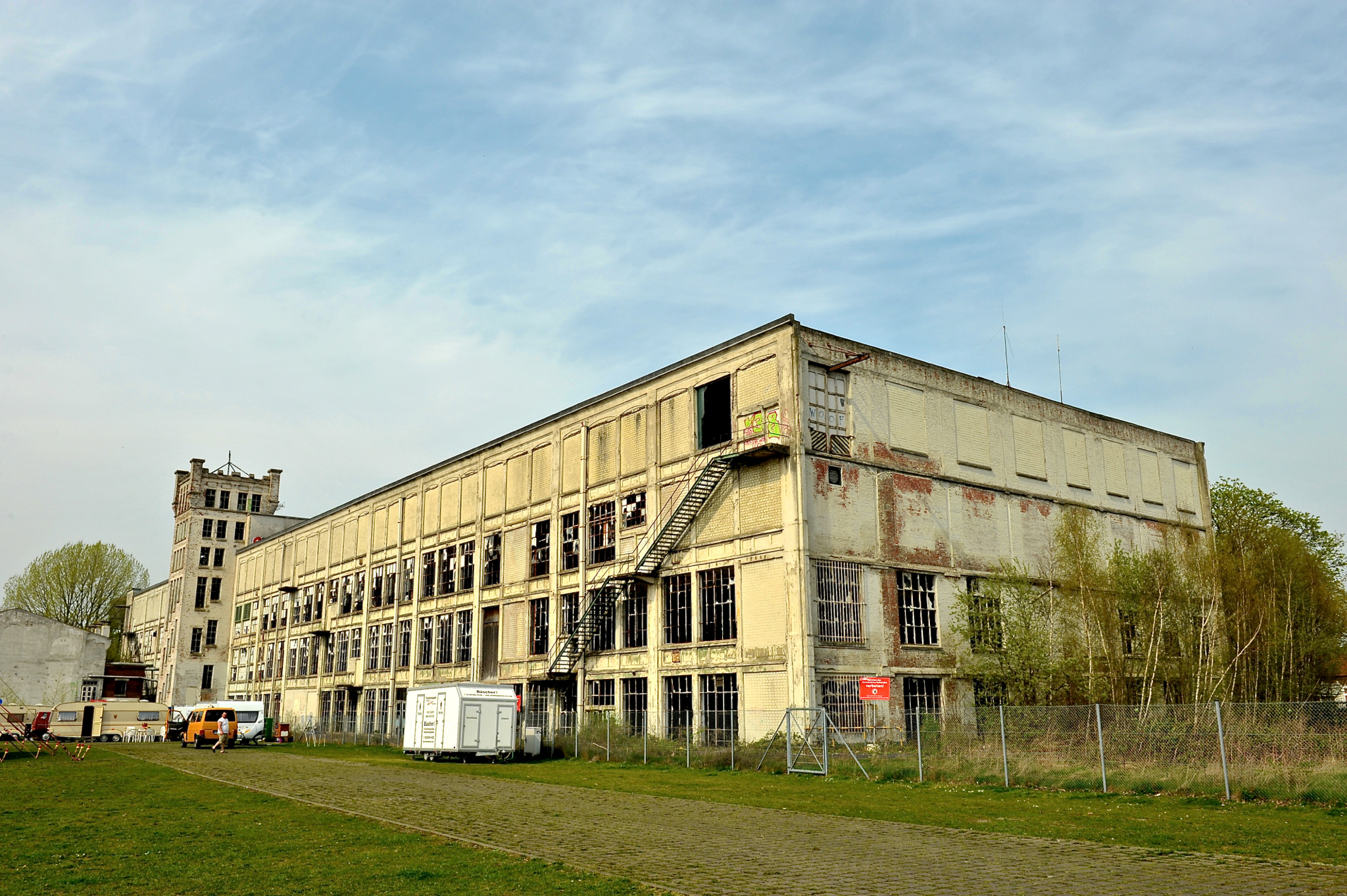
Denkmalgeschütztes ehemaliges Spinnereigebäude der Gerrit van Delden & Co in Gronau, sog. „Weiße Dame“ (2014)

## Gründung und Expansion
Gerrit van Delden (1842 – 1925) gründete das Unternehmen 1875 im Alter von 33 Jahren. Nach einem Chemiestudium hat er bei seinem älteren Bruder, Mattheus, in dessen 1854 gegründeten Textilunternehmen, „M. van Delden & Co“., die Prozesse eines mehrstufigen Textilunternehmens kennen gelernt. Der Bruder half ihm mit einer Kapitalspritze bei der Gründung. Beide Unternehmen hatten ihren Sitz in unmittelbarer Nachbarschaft, sie entwickelten sich zu den wichtigsten Arbeitgebern der Region und prägten bis zur Unternehmensschließung die Entwicklung der Stadt Gronau. Schwerpunkt des Unternehmens Gerrit van Delden war die Spinnerei, später kam ergänzend die Zwirnerei dazu. So wurde eine Überlappung mit den Aktivitäten des Bruders weitgehend vermieden. Zwei Großbrände in 1878 und erneut in 1891 zerstörten große Teile des Werksgeländes. In beiden Fällen erfolgte der Wiederaufbau in kurzer Zeit. 1897 trat der älteste Sohn des Gründers, Hendrik van Delden (1872–1950), in das Unternehmen ein. Der zweite Sohn, Mathieu van Delden, (1875 – 1930) folgte einige Jahre später. Nach der Jahrhundertwende wurden sie Geschäftsführer und persönlich haftende Gesellschafter. Das Unternehmen wuchs unter ihrer Führung weiter. Bis zum Ersten Weltkrieg wurde es die größte Baumwollspinnerei auf dem europäischen Kontinent. Für die Arbeiter, die man nach Gronau holte, wurden Wohnhäuser errichtet, die heute vielfach unter Denkmalschutz stehen. 1921 firmierte die Gesellschaft von der Rechtsform der Kommanditgesellschaft in eine Offene Handelsgesellschaft mit unbeschränkter Haftung der Gesellschafter um. In den 1930er Jahren trat die nächste Generation mit Gerrit (1898 – 1981) und Nico (1905 – 1972) van Delden in das Unternehmen ein.
Im Zweiten Weltkrieg blieb das Unternehmen von den Kriegshandlungen nicht verschont. Zwei Bombenangriffe 1944 und 1945 zerstörten Teile des Werkes, die nach dem Krieg rasch wieder aufgebaut wurden. Mit Hendrik van Delden (1925 – 2007) trat 1950 die nächste Generation in das Unternehmen ein. 1967 ergänzte Gerrit jun. van Delden (1943) die Geschäftsleitung.
In den 1950er Jahren expandierte das Unternehmen. Das Produktprogramm wurde um spezielle Teppichgarne ergänzt. 1959 erwarb man die Mehrheit an der „Baumwollspinnerei Eilermark“. In den 1960er Jahren kamen Kammgarne als weiteres Spinnereiprodukt hinzu. Ebenfalls wurden vermehrt Garne aus Chemiefasern und Fasergemischen hergestellt.

## Wachstum und Niedergang
Anbieter aus Niedriglohnländern und Staatshandelsländern drängten ab den 1960er Jahren mit niedrigen Preisen verstärkt auf den europäischen Markt. Das Unternehmen Gerrit van Delden versuchte durch eine Expansionsstrategie die Wettbewerbsfähigkeit abzusichern. Man erwarb in kurzer Zeit ganz oder mehrheitlich mehrere Beteiligungen, die jedoch selbst in Schwierigkeiten steckten:
- 1965 Crefelder Baumwoll-Spinnerei in Rheydt,
- 1966 Gebrüder Laurenz in Ochtrup,
- 1969 Ludwig Povel & Co in Nordhorn,
- 1970 Maco-Spinnerei und Zwirnerei Waleck & Co in Wiener Neustadt,
- 1970 M. van Delden & Co in Gronau,

M. van Delden war das 1854 von dem Bruder des Firmengründers errichtete Nachbarunternehmen in Gronau. Der neue Firmenverbund erhielt den Namen „van Delden-Gruppe“. So konnte die Firmengruppe seinen Ursprung mit dem Jahr 1854 neu definieren. Es wurden ebenfalls Tochterunternehmen in den USA und in Brasilien aufgebaut. Die Zusammenführung der erworbenen Unternehmen kostete Geld und Zeit. 1974 wurden in der Gruppe 7000 Mitarbeiter beschäftigt und mit 750 Mio. DM wurde 1975 der höchste Umsatz erzielt. Die Märkte waren jedoch weiterhin schwierig. Der Umsatz brach ein, die Lagerbestände stiegen und die Erlöse gingen nach unten. Hinzu kam eine knappe Eigenkapitaldecke unter anderem als Folge der Expansionsmaßnahmen. Bis 1980 schrumpfte der Umsatz auf 330 Mio. DM. Eine Suche nach neuen Eigentümern für Teile oder das Ganze verlief bis auf einige Ausnahmen erfolglos.
Die Kreditgeber wurden unruhig. Zur  Liquiditätsversorgung wurden Landesbürgschaften gewährt, die den Untergang jedoch nur herauszögerten. Ein Vergleichsantrag musste am 14. September 1982 gestellt werden, er wurde aber mangels Masse abgelehnt. Es folgte die Beantragung der Insolvenz am 10. Oktober 1982. Es gab kein Nachfolgeunternehmen in Gronau. Für die strukturschwache Region war die Schließung eine hohe Belastung.
Das repräsentative Verwaltungsgebäude der ehemaligen M. van Delden & Co steht unter Denkmalschutz und wird für mehrere Zwecke, wie z. B. Stadtarchiv und Ausstellungen, genutzt. Viele Gebäude sind inzwischen weitgehend beseitigt worden.